# Conistra nigrovenosa
Conistra nigrovenosa är en fjärilsart som beskrevs av Fritz Preissecker 1913. Conistra nigrovenosa ingår i släktet Conistra och familjen nattflyn. Inga underarter finns listade i Catalogue of Life.